# Plan de contrôle
Dans le domaine du routage, le plan de contrôle (control plane en anglais) est la partie de l'architecture du routeur qui est concernée par l'élaboration de la topologie réseau ou les informations d'une  table de routage (éventuellement augmentée) qui définit ce qu'il faut faire avec les paquets entrants. 
Les fonctions du plan de contrôle, comme la participation à des protocoles de routage, tourne dans l'architecture plan de contrôle. Dans la plupart des cas, la table de routage contient une liste d'adresses de destination et l'interface(s) de sortie(s) associée(s). La logique du plan de contrôle peut également définir que certains paquets doivent être rejetés, ou au contraire doivent être traités de manière préférentielle afin d'obtenir un haut niveau de qualité de service. Ceci est permis grâce à des mécanismes de différenciation de services.
En fonction de la mise en œuvre spécifique du routeur, il peut y avoir une base d'informations de transmission distincte qui est peuplée (c'est-à-dire chargée) par le plan de contrôle, mais utilisée par le plan de commutation pour rechercher les paquets, à très grande vitesse, et de décider comment les gérer.